# Нерв
 Тази статия е за анатомията на нервната система.  За град вижте Нерви.  
Нервът (на латински: nervus) е влакно, по което се предават нервните импулси в организма на висшите (сложните многоклетъчни) животни. Нервите са израстъци на нервните клетки, които се намират в главния и в гръбначния мозък, както и в ганглиите на периферната нервна система.
Съвкупността от всички нерви в организма на гръбначните животни, извън главния и гръбначния мозък, се нарича периферна нервна система (ПНС). Във функционално отношение ПНС се състои от два дяла (две групи нерви) – вегетативен и соматичен. Вегетативната нервна система има симпатиков и парасимпатиков дял.
Филогенетично нерви и нервна система се появяват за пръв път при мешестите животни.
Науката, която изучава развитието, анатомията, физиологията и болестите на нервната система, се нарича неврология.

## Историческо развитие на невроанатомията
Нервите са описани като самостоятелни образувания в тялото на човека в „Трактат по анатомия“ на индийския лекар Бхаскаре Бхатше, през X век пр.н.е. В труда си „За частите на животните“ Аристотел (384 г. пр.н.е. – 322 г. пр.н.е.) описва три черепномозъчни нерва (зрителен, обонятелен и слухово-вестибуларен) и отличава периферните нерви от кръвоносните съдове в тялото на животните. Клавдий Гален (129 г. – 200 г.) описва седем чифта черепномозъчни нерви, четирихълмието на главния мозък и голямата мозъчна вена в книгите си „Анатомически изследвания“ и „За предназначението на частите на човешкото тяло“. Едно от най-значимите му открития е, че главният мозък контролира движенията на мускулите с помощта на нервите. Значителен брой периферни нерви описва и зарисува Андреас Везалий (1514 – 1564) в своя знаменит труд „За строежа на човешкото тяло“ (в ориг. на латински: De corporis humani fabrica) – първото съвременно анатомическо изследване на човешкото тяло. Габриеле Фалопио (1523 – 1562) описва канала на лицевия нерв в своите „Анатомически наблюдения“ (1561, в ориг. на латински: Observationes anatomicae). Руският учен и лауреат на Нобеловата награда за физиология или медицина Иван Петрович Павлов (1849 – 1936) открива условните рефлекси и първи доказва биологичните основи на психичната дейност при човека и животните.

## Хистологичен строеж на нервите
Нервите са израстъци на нервните клетки, които се намират в главния и в гръбначния мозък, както и в ганглиите на периферната нервна система. Струпванията на нервни клетки в посочените места се наричат ядра на нервите.
Хистологично нервите имат тръбообразен строеж. От външната страна, нервите са покрити с рехава обвивка от съединителна тъкан, която съдържа адипоцити, кръвоносни и лимнфни съдове, и собствени нервни влакна. Тази най-външна обвивка се нарича епиневриум. Под нея се разполага плътна обвивка от съединителна тъкан – периневриум, от който навътре, към центъра на нерва, се отделят тънки прегради – ендоневриум. Между преградите на ендоневриума се разполагат същинските нервни влакна – израстъците на невроните.
В зависимост от това, дали имат миелинова обвивка, или не, нервните влакна могат да бъдат миелинови и безмиелинови. Миелиновите нервни влакна имат диаметър от 1 до 22 μm, а безмиелиновите – от 1 до 4 μm.
Миелиновите нервни влакна са обвити с олигодендроглиоцити (наричани още „Шванови клетки“). Те са вид микроглиеви клетки, които обвиват спираловидно аксона на нервната клетка и секретират миелин (бяло мозъчно вещество). Той изолира нервните влакна от околните тъкани и осигурява безпрепятствено предаване на нервните импулси по тях. При нарушения (патологии) на миелиновата обвивка на нервите възникват нарушения в предаването на нервните импулси.
В повечето случаи, нервните влакна не се разполагат праволинейно, а зигзагообразно, по дължината на нерва. Това позволява да се разтягат и да не се травмират, при движенията на организма.

## Видове нерви
Според вида на импулсите, които провеждат, нервите могат да бъдат:
- еферентни (командни, низходящи) – провеждат командни нервни импулси от централната нервна система (ЦНС) към изпълнителните тъкани и органи (мускули и жлези) в тялото;
- аферентни (чувствителни, възходящи) – провеждат чувствителни нервни импулси от периферните рецептори към ЦНС. Тези импулси носят информация за състоянието на тъканите и органите, като и за въздействията на околната среда върху тях, поради което се означават като чувствителни или осезателни.[2]
- смесени – състоят се от аферентни и еферентни нервни влакна. Еферентните нервни влакна в смесените нерви се разполагат централно, а аферентните – около тях.

Според дяловата си принадлежност, нервите могат да бъдат:
- соматични – принадлежат към соматичната нервна система;
- вегетативни – принадлежат към вегетативната нервна система
  - функционално (физиологично) деление на ВНС
    - симпатикови нерви – принадлежат към симпатиковия дял на ВНС;
    - парасимпатикови нерви – принадлежат към парасимпатиковия дял на ВНС.

  - морфологично (топологично) деление на ВНС
    - преганглионарни – разположени са преди нервните ганглии;
    - постганглионарни – разположени са след нервните ганглии.

## Черепномозъчни нерви
Черепномозъчните нерви (на латински: Nervi craniales) излизат директно от мозъчния ствол на главния мозък (с изключение на първите два нерва – обонятелният и зрителният).
При човека и бозайниците те са 12 чифта, като всеки един има два симетрични клона – ляв и десен, които инервират съответната половина на тялото. Функционално черепномозъчните нерви принадлежат към соматичната нервна система – моторни, сетивни или смесени (моторно-сетивни), като някои от тях съдържат и парасимпатикови влакна.

### Обонятелен нерв
Обонятелният нерв е 1-вият черепномозъчен нерв (на латински: nervus olfactorius).

### Зрителен нерв
Зрителният нерв е 2-рият черепномозъчен нерв (на латински: nervus opticus).

### Очедвигателен нерв
Очедвигателният нерв е 3-тият черепномозъчен нерв (на латински: nervus oculomotorius).

### Макаровиден нерв
Макаровидният нерв е 4-тият черепномозъчен нерв (на латински: nervus trochlearis).

### Троичен нерв
Троичният нерв е 5-ият черепномозъчен нерв (на латински: nervus trigeminus).

### Отвеждащ нерв
Отвеждащият нерв е 6-ият черепномозъчен нерв (на латински: nervus abducens).

### Лицев нерв
Лицевият нерв е 7-ият черепномозъчен нерв (на латински: nervus facialis).

### Слухово-вестибуларен нерв
Слухово-вестибуларният нерв е 8-ият черепномозъчен нерв (на латински: nervus vestibulocochlearis).

### Езико-гълтачен нерв
Езико-гълтачният нерв е 9-ият черепномозъчен нерв (на латински: nervus glossopharyngeus).

### Блуждаещ нерв
Блуждаещият нерв е 10-ият черепномозъчен нерв (на латински: nervus vagus).

### Добавъчен нерв
Добавъчният нерв е 11-ият черепномозъчен нерв (на латински: nervus accessorius).

### Подезичен нерв
Подезичният нерв е 12-ият черепномозъчен нерв (на латински: nervus hypoglossus).

## Гръбначномозъчни нерви
Гръбначномозъчните нерви (на латински: nervi spinales) имат метамерен строеж. При човека те са 31 чифта:
- 8 шийни (на латински: nervi cervicales; съкратено изписване: C1 – C8);
- 12 гръдни (на латински: nervi thoracales; съкратено изписване: T1 – T12);
- 5 поясни (на латински: nervi lumbales; съкратено изписване: L1 – L5);
- 5 кръстцови (на латински: nervi sacrales; съкратено изписване: S1 – S5);
- 1 опашен (на латински: nervus coccygealis; съкратено изписване: Co1).

## Периферни нервни сплетения
Периферните нервни сплетения (наричани още сплитове) са нервни образувания, които се формират от съединяването на нервни влакна от гръбначномозъчните и черепномозъчните нерви.

### Шийно нервно сплетение
Шийното нервно сплетение (на латински: plexus cervicalis) се образува от предните клончета на първите четири шийни гръбначномозъчни нерва (C1 – C4) и клонове на 11-ия (добавъчен) и 12-ия (подезичен) черепномозъчни нерви, и симпатиковия ствол. От шийното сплетение излизат:
- малкият тилен нерв (на латински: nervus occipitalis minor)
- големият ушен нерв (на латински: nervus auricularis magnus)
- напречният шиен нерв (на латински: nervus transversus coli)
- надключичните нерви(на латински: nervi supraclaviculares)

### Раменно нервно сплетение
Раменното нервно сплетение (на латински: plexus brachialis) се образува от предните клончета на вторите четири шийни гръбначномозъчни нерва (C5 – C8), първия гръден (Th1) и понякога клон от C4. От раменното сплетение излизат две групи нерви:
- къси нерви
  - нерви на лопатката
  - подключичният нерв (на латински: nervus subclavius)
  - подмишничният нерв (на латински: nervus auxillaris)
- дълги нерви
  - срединният нерв (на латински: nervus medianus)
  - лакътният нерв (на латински: nervus ulnaris)
  - лъчевият нерв (на латински: nervus radialis)

### Поясно-кръстцово нервно сплетение
Поясно-кръстцовото сплетение (на латински: plexus lumbosacralis) е обширно нервно образувание, което се състои от три части – поясно, кръстцово и опашно сплетение.

#### Поясно нервно сплетение
Поясното нервно сплетение (на латински: plexus lumbalis) се образува от предните клончета на първите три поясни гръбначномозъчни нерва (L1 – L3) и горната част на четвъртия (L4). От поясното сплетение излизат:
- хълбочно-подстомашният нерв (на латински: nervus iliohypogastricus)
- хълбочно-слабинният нерв (на латински: nervus ilioinguinalis)
- полово-бедреният нерв (на латински: nervus genitofemoralis)
- бедреният нерв (на латински: nervus femoralis)
- запушеният нерв (на латински: nervus obturatorius)

#### Кръстцово нервно сплетение
Кръстцовото нервно сплетение (на латински: plexus sacralis) се образува от долната част на предните клончета на четвъртия (L4) поясен гръбначномозъчен нерв, петия поясен нерв (L5) и кръстцовите нерви (S1 – S5). От кръстцовото сплетение излизат:
- къси клонове
  - горен седалищен нерв (на латински: nervus gluteus superior)
  - долен седалищен нерв (на латински: nervus gluteus inferior)
  - полов нерв (на латински: nervus pudendus)
- дълги клонове
  - седалищен нерв (на латински: nervus ischiadicus)
  - вътрешен стъпален нерв (на латински: nervus plantaris medialis)
  - страничен стъпален нерв (на латински: nervus plantaris lateralis)
  - общ подбедрен нерв (на латински: nervus peroneus communis)

#### Опашно нервно сплетение
Опашното нервно сплетение (на латински: plexus coccygeus) се образува от предните клончета на петия кръстцов гръбначномозъчен нерв (S5) и на опашния гръбначномозъчен нерв. От опашното нервно сплетение излизат анално-опашните нерви (на латински: nervi anococcygei).

## Заболявания на периферните нерви
Заболяванията на периферните нерви се означават като невропатия. Когато е засегнат един периферен нерв, състоянието се нарича мононевропатия, а когато са засегнати два или повече периферни нерва – полиневропатия. Заболяванията на нервните сплитове се наричат плексопатия. Заболяванията на нервните коренчета на гръбначния мозък се означават като радикулопатия.
Невропатиите се характеризират с:
- нарушения на чувствителността (от невропатичен тип);
- нарушения на движенията (периферни парези);
- нарушения на вегетативно-трофичните функции.

Невралгията е болка в областта, инервирана от съответния периферен нерв, без да има нарушения в неговите функции.

## Неврохирургия
Неврохирургията е медицинска специалност и дял от медицината, който изучава диагностиката и лечението на заболяванията на нервната система с хирургически методи. Неврохирургията се занимава с лечението на: тумори на главния и гръбначния мозък; черепномозъчна травма; абсцеси и болести на кръвоносните съдове на главния и гръбначния мозък; травми и хернии на гръбначния мозък; увреждания на междупрешленните дискове и на периферните нерви.

## Изкуствени невронни мрежи
Изкуствените невронни мрежи са изчислителни структури, построени на биологичен принцип. Те копират елементарните биологични процеси за обработка и съхранение на информацията, които протичат в невроните на главния мозък. Елементарните преобразуватели на сигналите в изкуствените невронни мрежи са изкуствените неврони.